# 尼特拉河

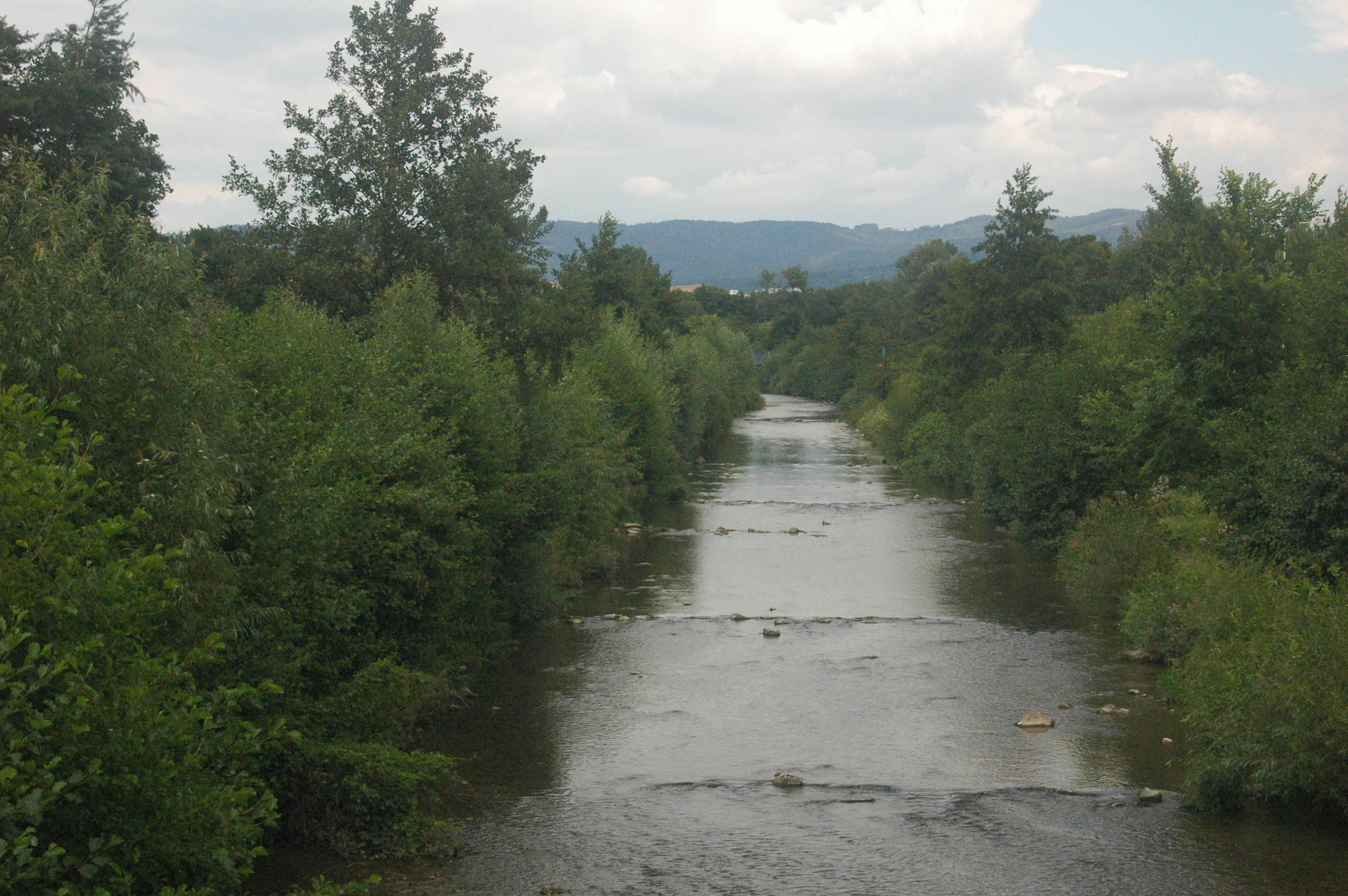

尼特拉河是斯洛伐克的河流，位於該國西部，屬於瓦赫河的支流，河道全長197公里，流域面積4,501平方公里，河畔城鎮有博伊尼采、托波爾恰尼、尼特拉和新紮姆基。
47°48′N 18°08′E / 47.800°N 18.133°E